# Guioa aryteroides
Guioa aryteroides là một loài thực vật có hoa trong họ Bồ hòn. Loài này được Guillaumin mô tả khoa học đầu tiên năm 1952.